# Sottosegretario di Stato (ordinamento italiano)
Il sottosegretario di Stato, nell'ordinamento giuridico italiano, è un componente del governo con la funzione di coadiuvare il ministro ed esercitare i compiti che gli siano stati delegati dal ministro stesso. Rientra nella seconda categoria dell'ordine delle cariche della Repubblica Italiana.

## Storia
La figura del sottosegretario di Stato fu istituita nel Regno d'Italia con la Legge 12 febbraio 1888, n. 5195 ("riforma crispina"), in sostituzione del segretario generale.
Sebbene non sia espressamente prevista dalla Costituzione repubblicana del 1948, la carica è stata conferita in tutti i governi repubblicani. È disciplinata dall'art. 10 della legge 23 agosto 1988, n. 400 (Disciplina dell'attività di Governo e ordinamento della Presidenza del Consiglio dei ministri).

## Nomina
I sottosegretari di Stato sono nominati con decreto del Presidente della Repubblica, su proposta del Presidente del Consiglio dei ministri, di concerto con il ministro che il sottosegretario è chiamato a coadiuvare, sentito il Consiglio dei ministri. Prima di assumere le funzioni prestano giuramento nelle mani del Presidente del Consiglio.
Fermi restando la responsabilità politica e i poteri di indirizzo politico dei ministri, a non più di dieci sottosegretari può essere attribuito il titolo di viceministro, se a essi sono conferite deleghe relative ad aree o progetti di competenza di una o più strutture dipartimentali ovvero di più direzioni generali. In questo caso la delega, conferita dal ministro competente, è approvata dal Consiglio dei ministri, su proposta del Presidente del Consiglio.
La legge 24 dicembre 2007, n. 244 (legge finanziaria per il 2008) prevede all'art. 1, comma 376 che, a partire dalla XVI legislatura, il numero totale dei componenti del Governo, compresi i ministri senza portafoglio, i viceministri e i sottosegretari di Stato, non può essere superiore a 65. Va peraltro tenuto presente che, trattandosi di una norma di legge ordinaria e non costituzionale, può sempre essere modificata con altra legge o atto avente forza di legge.
I sottosegretari di Stato possono essere scelti tra i membri del Parlamento, come di solito avviene, oppure al di fuori dello stesso. Dopo la nomina possono continuare ad appartenere a una camera (o essere eletti alla stessa), non essendo prevista alcuna incompatibilità al riguardo.

## Funzioni
I sottosegretari di Stato coadiuvano un ministro o il Presidente del Consiglio ed esercitano i compiti a essi delegati con decreto ministeriale (o del Presidente del Consiglio) pubblicato nella Gazzetta Ufficiale.
I sottosegretari di Stato possono intervenire, quali rappresentanti del Governo, alle sedute delle Camere e delle Commissioni parlamentari, sostenere la discussione in conformità alle direttive del ministro e rispondere a interrogazioni e interpellanze.
I viceministri possono essere invitati dal Presidente del Consiglio dei ministri, d'intesa con il ministro competente, a partecipare alle sedute del Consiglio dei ministri, senza diritto di voto, per riferire su argomenti e questioni attinenti alla materia loro delegata. 
I sottosegretari non partecipano alle riunioni del Consiglio dei ministri, salvo uno dei sottosegretari alla Presidenza del Consiglio al quale sono attribuite nel decreto di nomina le funzioni di segretario del Consiglio dei Ministri che, secondo l'art. 4 della legge n. 400/1988, cura la verbalizzazione e la conservazione del registro delle deliberazioni.

## Riferimenti normativi
- Art. 10 della Legge 23 agosto 1988, n. 400 - Disciplina dell'attività di Governo e ordinamento della Presidenza del Consiglio dei Ministri.